# 阿爾塔謝拉 (加利福尼亞州克恩縣)
阿爾塔謝拉（英語：Alta Sierra）是位於美國加利福尼亞州克恩縣的一個非建制地區。該地的面積和人口皆未知。

## 地理
阿爾塔謝拉的座標為35°43′45″N 118°32′58″W / 35.72917°N 118.54944°W，而該地的平均海拔高度為1743米（即5718英尺）。